# Scotoplanes globosa
Scotoplanes globosa is een zeekomkommer uit de familie Elpidiidae. De zeekomkommer heeft een bolvormig en gelatineus lichaam. De wetenschappelijke naam van de soort werd in 1879 gepubliceerd door Johan Hjalmar Théel.
Scotoplanes globosa is een bewoner van de diepzee en voedt zich met organisch materiaal zoals dode dieren die naar de bodem zinken. Als er voldoende voedsel is kunnen de dieren in grote aantallen worden aangetroffen. Scotoplanes globosa spoort zijn voedsel op door het goede reukvermogen.